# Ranunculus amellus
Ranunculus amellus S. Watson – gatunek rośliny z rodziny jaskrowatych (Ranunculaceae Juss.). Występuje naturalnie na obszarze od Meksyku (w Kordylierze Wulkanicznej w środkowej części kraju oraz w paśmie górskim Sierra de San Felipe w stanie Oaxaca) aż po Kostarykę i Panamę. 

## Systematyka
Według niektórych źródeł takson ten jest uważany za odmianę gatunku R. praemorsus, jednak przez The Plant List wyróżniany jest jako odrębny gatunek.  

## Morfologia
LiścieZazwyczaj cienkie, rzadko są skórzaste.
KwiatyDno kwiatowe ma stożkowy kształt ze słupkowiem zwężającym się stopniowo w kierunku wierzchołka.
OwoceNiełupki o szerokości o połowę mniejszej niż długość.

## Biologia i ekologia
Rośnie na łąkach. Kwitnie i owocuje między majem a październikiem. 
Liczba chromosomów: n = 16. 